# فرقه اصلاحیون عامیون
فرقه اصلاحیون عامیون یکی از احزاب سیاسی کوچک هم‌عصر با انقلاب مشروطه در ایران بود.این حزب سعی داشت دیدگاه مداراگرانه‌تری در مقایسه با اجتماعیون عامیون و حزب دموکرات را در پیش بگیرد.